# Registre de Windows
El registre de Windows és una base de dades jeràrquica que emmagatzema la configuració de baix nivell per al sistema operatiu Microsoft Windows i per a les aplicacions que opten per utilitzar el registre. El nucli, els controladors de dispositiu, els serveis, el gestor de comptes de seguretat i les interfícies d'usuari poden utilitzar el registre. El registre també permet l'accés als comptadors per a crear perfils del rendiment del sistema.
En altres paraules, el registre o Registre de Windows conté informació, configuracions, opcions i altres valors per a programes i maquinari instal·lats a totes les versions dels sistemes operatius Microsoft Windows. Per exemple, quan s'instal·la un programa, s'afegeix al Registre de Windows una nova subclau que conté configuracions com ara la ubicació del programa, la seva versió i com iniciar el programa.
Quan es va introduir amb Windows 3.1, el Registre de Windows emmagatzemava principalment informació de configuració per a components basats en COM. Windows 95 i Windows NT van ampliar el seu ús per racionalitzar i centralitzar la informació en la profusió de fitxers INI, que contenien les configuracions per a programes individuals i s'emmagatzemaven en diverses ubicacions. No és un requisit que les aplicacions de Windows utilitzin el Registre de Windows. Per exemple, les aplicacions.NET Framework utilitzen fitxers XML per a la configuració, mentre que les aplicacions portàtils solen mantenir els seus fitxers de configuració amb els seus executables.

## Raonament
Abans del Registre de Windows, els fitxers.INI emmagatzemaven la configuració de cada programa com a fitxer de text o fitxer binari, sovint ubicats en una ubicació compartida que no proporcionava configuracions específiques de l'usuari en un escenari multiusuari. En canvi, el Registre de Windows emmagatzema tota la configuració de l'aplicació en un repositori lògic (però també en diversos fitxers discrets) i en un format estandarditzat. Segons Microsoft, això ofereix diversos avantatges respecte als fitxers.INI. Com que l'anàlisi de fitxers es fa de manera molt més eficient amb un format binari, es pot llegir o escriure més ràpidament que en un fitxer INI de text. A més, les dades amb tipatge fort es poden emmagatzemar al registre, a diferència de la informació de text emmagatzemada als fitxers.INI. Això és un avantatge quan s'editen claus manualment mitjançant regedit.exe, l'Editor del Registre de Windows integrat. Com que la configuració del registre basada en l'usuari es carrega des d'una ruta específica de l'usuari en lloc de des d'una ubicació del sistema de només lectura, el registre permet que diversos usuaris comparteixin la mateixa màquina i també permet que els programes funcionin per a usuaris amb menys privilegis. La còpia de seguretat i la restauració també es simplifiquen, ja que es pot accedir al registre a través d'una connexió de xarxa per a la gestió/assistència remota, fins i tot des de scripts, utilitzant el conjunt estàndard d'API, sempre que el servei de registre remot estigui en execució i les regles del tallafocs ho permetin.
Com que el registre és una base de dades, ofereix una integritat del sistema millorada amb funcions com ara actualitzacions atòmiques. Si dos processos intenten actualitzar el mateix valor del registre alhora, el canvi d'un procés precedirà el de l'altre i es mantindrà la consistència general de les dades. Quan es fan canvis als fitxers.INI, aquestes condicions de carrera poden donar lloc a dades inconsistents que no coincideixen amb cap dels intents d'actualització. Windows Vista i els sistemes operatius posteriors proporcionen actualitzacions transaccionals al registre mitjançant el Kernel Transaction Manager, ampliant les garanties d'atomicitat a través de múltiples canvis de clau o valor amb la semàntica tradicional de confirmació-avortament. (Tingueu en compte, però, que NTFS també proporciona aquest suport per al sistema de fitxers, de manera que les mateixes garanties es podrien obtenir, en teoria, amb els fitxers de configuració tradicionals.)

## Estructura de la clau de registre

### Claus i valors
El registre conté dos elements bàsics: claus i valors. Les claus del registre són objectes contenidors similars a les carpetes. Els valors del registre són objectes no contenidors similars als fitxers. Les claus poden contenir valors i subclaus. Les claus es fan referència amb una sintaxi similar als noms de ruta de Windows, utilitzant barres invertides per indicar els nivells de jerarquia. Les claus han de tenir un nom que no distingeixi entre majúscules i minúscules i sense barres invertides.
Només es pot accedir a la jerarquia de claus de registre des d'un identificador de clau arrel conegut (que és anònim però el valor efectiu de la qual és un identificador numèric constant) que està assignat al contingut d'una clau de registre precarregada pel nucli des d'un "hive" emmagatzemat, o al contingut d'una subclau dins d'una altra clau arrel, o assignat a un servei registrat o DLL que proporciona accés a les subclaus i valors que conté.
Per exemple, HKEY_LOCAL_MACHINE\Software\Microsoft\Windows fa referència a la subclau "Windows" de la subclau "Microsoft" de la subclau "Software" de la clau arrel HKEY_LOCAL_MACHINE.

### Claus arrel
Les claus al nivell arrel de la base de dades jeràrquica generalment s'anomenen segons les seves definicions de l'API de Windows, que totes comencen amb "HKEY". Sovint s'abrevien a un nom curt de tres o quatre lletres que comença per "HK" (per exemple, HKCU i HKLM). Tècnicament, són identificadors predefinits (amb valors constants coneguts) per a claus específiques que es mantenen a la memòria o s'emmagatzemen en fitxers hive emmagatzemats al sistema de fitxers local i carregats pel kernel del sistema en el moment de l'arrencada i després compartits (amb diversos drets d'accés) entre tots els processos que s'executen al sistema local o carregats i mapejats en tots els processos iniciats en una sessió d'usuari quan l'usuari inicia la sessió al sistema.
Els nodes HKEY_LOCAL_MACHINE (dades de configuració específiques de la màquina local) i HKEY_CURRENT_USER (dades de configuració específiques de l'usuari) tenen una estructura similar; les aplicacions d'usuari normalment busquen la seva configuració comprovant-la primer a HKEY_CURRENT_USER\Software\Vendor's name\Application's name\Version\Setting name i, si no es troba la configuració, la busquen a la mateixa ubicació sota la clau HKEY_LOCAL_MACHINE. Tanmateix, el contrari es pot aplicar a la configuració de polítiques aplicades per l'administrador on HKLM pot tenir prioritat sobre HKCU. El programa del logotip de Windows té requisits específics per on es poden emmagatzemar diferents tipus de dades d'usuari i que es segueixi el concepte de privilegi mínim perquè no es requereixi accés a nivell d'administrador per utilitzar una aplicació.

### Ruscs
Tot i que el registre es presenta com una base de dades jeràrquica integrada, les branques del registre s'emmagatzemen en realitat en diversos fitxers de disc anomenats *hives*. (La paraula *hive* constitueix una broma interna).

### Ubicacions dels fitxers
El registre s'emmagatzema físicament en diversos fitxers, que generalment estan ofuscats de les API de mode d'usuari que s'utilitzen per manipular les dades dins del registre. Depenent de la versió de Windows, hi haurà fitxers i ubicacions diferents per a aquests fitxers, però tots es troben a la màquina local. La ubicació dels fitxers del registre del sistema a Windows NT és %SystemRoot%\System32\config\ ; el fitxer de registre d'usuari HKEY_CURRENT_USER específic de l'usuari s'emmagatzema a Ntuser.dat dins del perfil d'usuari. N'hi ha un per usuari; si un usuari té un perfil mòbil, aquest fitxer es copiarà a un servidor i des d'aquest en tancar la sessió i iniciar la sessió respectivament. Un segon fitxer de registre específic de l'usuari anomenat UsrClass.dat conté entrades de registre COM i no es mou per defecte.

## Seguretat
Cada clau del registre de les versions de Windows NT pot tenir un descriptor de seguretat associat. El descriptor de seguretat conté una llista de control d'accés (ACL) que descriu a quins grups d'usuaris o usuaris individuals se'ls concedeixen o deneguen els permisos d'accés. El conjunt de permisos del registre inclou 10 drets/permisos que es poden permetre o denegar explícitament a un usuari o a un grup d'usuaris.

## Còpies de seguretat i recuperació
Diferents edicions de Windows han admès diversos mètodes per fer còpies de seguretat i restaurar el registre al llarg dels anys, alguns dels quals ara estan obsolets:
- La Restauració del sistema pot fer una còpia de seguretat del registre i restaurar-lo sempre que Windows sigui arrencable o des de l'Entorn de recuperació de Windows (començant amb Windows Vista).
- NTBackup pot fer una còpia de seguretat del registre com a part de l' estat del sistema i restaurar-lo. La recuperació automatitzada del sistema a Windows XP també pot restaurar el registre.
- A Windows NT, l'opció Última configuració correcta coneguda del menú d'inici torna a enllaçar la clau HKLM\SYSTEM\CurrentControlSet, que emmagatzema informació sobre el maquinari i els controladors de dispositius.
- El Windows 98 i el Windows ME inclouen eines de verificació del registre de línia d'ordres (Scanreg.exe) i interfície gràfica d'usuari (Scanregw.exe) per comprovar i reparar la integritat del registre, crear fins a cinc còpies de seguretat automàtiques periòdiques per defecte i restaurar-les manualment o sempre que es detecti corrupció.[9] L'eina de verificació del registre fa una còpia de seguretat del registre, per defecte, a %Windir%\Sysbckup Scanreg.exe també es pot executar des de MS-DOS.[10]
- El CD-ROM del Windows 95 incloïa una utilitat de recuperació d'emergència (ERU.exe) i una eina de còpia de seguretat de la configuració (Cfgback.exe) per fer còpies de seguretat del registre i restaurar-lo. A més, el Windows 95 fa una còpia de seguretat del registre als fitxers system.da0 i user.da0 cada vegada que s'inicia correctament.
- El Windows NT 4.0 incloïa RDISK., una utilitat per fer còpies EXE seguretat i restaurar tot el registre.[11]
- El Kit de recursos del Windows 2000 contenia un parell d'utilitats no compatibles anomenades Regback.exe i RegRest.exe per a còpies de seguretat i recuperació del registre.[12]
- Les còpies de seguretat automàtiques periòdiques del registre ara estan desactivades per defecte a l'actualització de Windows 10 de maig de 2019 (versió 1903). Microsoft recomana utilitzar la Restauració del sistema.